# 423 Diotima
423 Diotima (mednarodno ime je tudi 423 Diotima) je velik asteroid tipa C (po Tholenu in SMASS) v asteroidnem pasu.

## Odkritje
Asteroid je odkril francoski astronom A. Charlois ( 1864 – 1910) 7. decembra 1896 v Nici. Imenuje se po Diotimi iz Mantineje, ki je bila učiteljica Sokrata.

## Lastnosti
Asteroid Diotima obkroži Sonce v 5,37 letih. Njegova tirnica ima izsrednost 0,039, nagnjena pa je za 11,232° proti ekliptiki. Njegov premer je 208,77 km, okoli svoje osi se zavrti v 4,775 urah .